# Kuwana-juku

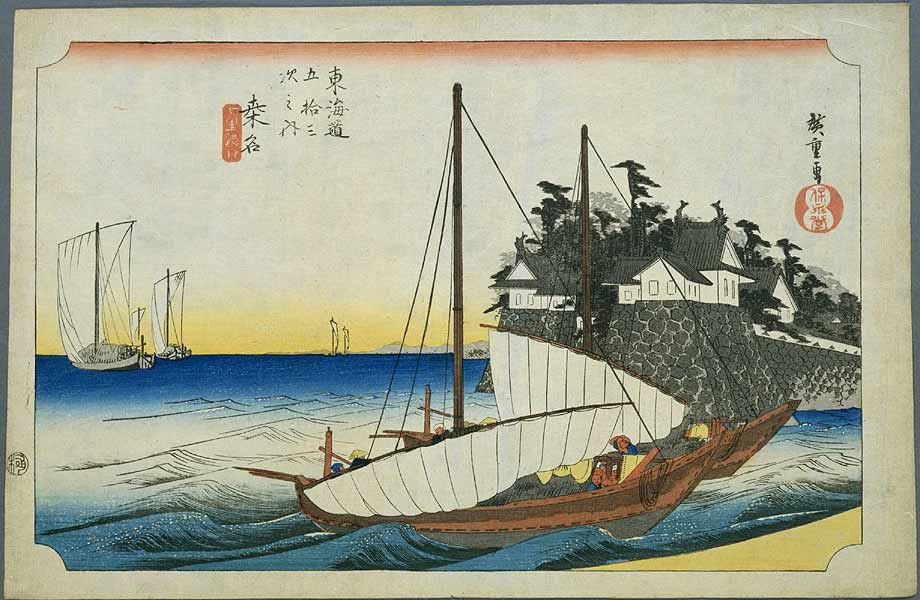
Stacja w latach 30. XIX wieku, Hiroshige Andō

Kuwana-juku (jap. 桑名宿 Kuwana-juku) – czterdziesta druga z 53 stacji szlaku Tōkaidō, położona obecnie w mieście Kuwana, w prefekturze Mie w Japonii.